# Ménil-Erreux
Ménil-Erreux là một xã thuộc tỉnh Orne trong vùng Normandie tây bắc nước Pháp. Xã này nằm ở khu vực có độ cao trung bình160 mét trên mực nước biển.